# Astorre I. Manfredi
Astorre I. (auch Astorgio oder Estore) Manfredi († 28. November 1405 in Faenza) war ein italienischer Condottiere.

Wappen der Familie Manfredi

Er war Herr von Brisighella, Faenza, Fusignano, Granarolo, Rocca San Casciano, Russi, Savignano sul Panaro und Solarolo.

## Leben
Er war der zweite Sohn des Condottiero und Herrn von Faenza, Giovanni Manfredi und Ginevra di Mongardin. Weder sein Geburtsdatum noch sein Geburtsort sind überliefert. Vermutlich wurde er Ende der 1340er oder Anfang der 1350er Jahre geboren. Erstmals  erwähnt wird er 1356, als der Vater Faenza an den päpstlichen Legaten Gil Álvarez Carrillo de Albornoz abgeben musste und er zusammen mit seinem Bruder Francesco als Geiseln zu den Carraresi nach Padua gebracht wurde.
Da sein Vater seine Besitztümer in der Romagna in den Kämpfen gegen den Kirchenstaat verloren hatte, lebte er viele Jahre als Flüchtling in Pistoia. Doch 1375 gelang es ihm, die Burg von Granarolo zurückzuerobern.
Im Jahr 1377 gelang es ihm mit Hilfe seines Bruders Francesco und der Familie Ordelaffi aus Forlì die Stadt Faenza, welche an die Familie Este verkauft wurde, zurückzuerobern. Nachdem er Herr über seine Stadt geworden war, gründete er 1379 seine eigene Söldnerkompanie, die Compagnia della Stella. Später schloss er sich Bernabò Visconti an, der ihm befahl, Genua anzugreifen. Im Krieg gegen die Genuesen zog er sich zunächst zurück, nachdem der Stadtherr ihm eine Belohnung von 19.000 Fiorini d’oro angeboten hatte. Aber dann kehrte er zu Visconti zurück und griff die Stadt wieder an. Aber dieses Mal besiegten die ligurischen Truppen Manfredis Kompanie. Mit Ausnahme des Kapitäns, der von einem lokalen Bauern gegen Belohnung gerettet wurde, wurden alle seine Soldaten gefangen genommen.
1380 kehrte er nach Faenza zurück, wo er in der Burg von Solarolo von seinem Bruder Francesco gefangen genommen wurde, der Astorre von seiner Rolle als Stadtherr verdrängen wollte. Er wurde dann freigelassen. Im Jahr 1381 kam es zu Zusammenstößen mit der Compagnia Bianca von Giovanni Acuto, dann mit den Ordelaffi und den Da Polenta.
Im Jahr 1390 trat er in den Kriegsdienst von Florenz (dessen Miliz von Acuto geführt wurde) und Bologna gegen die Visconti und die Estensi. Auf Grund seiner großen Erfolge schenkten ihn die Bologneser die Bastion der Brücke von San Procolo und einen Palast in der Stadt. Später schloss er Frieden mit dem Markgrafen von Ferrara.
Im Februar 1395 wurde er vom Markgrafen Niccolò III. d’Este und seinen Verbündeten zum Kapitän-General ernannt. Am 16. April desselben Jahres fand die Schlacht von Portomaggiore statt, in der er den von Azzo IX. d’Este angeführten Rebellen gegenüberstand und sie besiegte.
Im Jahr 1400 wurde Faenza von den Bolognesern unter der Führung von Alberico da Barbiano angegriffen, der den Tod seines Bruders Giovanni und seiner Söhne rächen wollte, die ein Jahr zuvor von Manfredi hingerichtet wurden. Nach einer Serie von langen und schwierigen Kämpfen wurde im folgenden Jahr Frieden geschlossen.
1404 kam Bologna unter die Kontrolle des Kirchenstaates, an den er Faenza verpachten wollte. Da die Verträge nicht eingehalten wurden, wurde es abgetreten, und Astorre musste die Stadt verlassen. Im September 1405 versuchte er, den Widerstand gegen den päpstlichen Legaten Baldassarre Cossa aus Bologna zu organisieren, der, als er von Manfredis Absichten erfuhr, ihn vorladen und verhaften ließ. Zwei Monate später wurde er auf Befehl von Cossa nach Faenza gebracht, wegen Hochverrats angeklagt, zum Tode verurteilt und am 28. November 1405 enthauptet.

## Abstammung
Er heiratete Leta da Polenta, mit der er nur einen Sohn, Giovanni Galeazzo, und eine Tochter, Antonia, die Alberico di Ludovico da Barbiano, Graf von Cunio, heiratete.

## Ehrungen
Im November 1393 erhielt er die Goldene Rose.